# ریورساید (گروه موسیقی)
ریورساید (به انگلیسی: Riverside) یک گروه پراگرسیو راک لهستانی است که در سال ۲۰۰۱ در ورشو بنیان‌گذاشته شد.
اعضای اولیهٔ گروه را ۴ دوست به نام‌های ماریوش دودا (آواز و گیتار باس)، پیوتر گرودزینسکی(گیتار)، پیوتر کوژیرادزکی (درامز) و یاتسِک ملنیکی (کیبورد) تشکیل می‌دادند که وجه مشترک‌شان علاقه به موسیقی راک و متال بود. آن‌ها اولین آلبوم‌شان را با نام Out of Myself در سال ۲۰۰۴ منتشر کردند.
موسیقی ریورساید را می‌توان آمیزه‌ای از اتمسفریک راک و هوی متال به‌شمار آورد که از آثار گروه‌هایی مانند پینک فلوید، اُپث، پورکیوپاین تری، دریم ثیتر و تول الهام گرفته ولی هویت مخصوص به خودش را هم داراست.

## آلبوم‌ها

### استودیویی
| نام آلبوم                          | سال انتشار |
| ---------------------------------- | ---------- |
| ۱. Out of Myself                   | ۲۰۰۴       |
| ۲. Second Life Syndrome            | ۲۰۰۵       |
| ۳. Rapid Eye Movement              | ۲۰۰۷       |
| ۴. Anno Domini High Definition     | ۲۰۰۹       |
| ۵. Shrine of New Generation Slaves | ۲۰۱۳       |
| ۶. Wasteland                       | ۲۰۱۸       |